# 乙未事変
乙未事変（いつびじへん）は、李氏朝鮮の第26代国王・高宗の王妃であった閔妃が、1895年10月8日、三浦梧楼、岡本柳之助らの計画に基づいて王宮に乱入した日本公使館守備隊、公使館警察官、大陸浪人ら日本人と、朝鮮親衛隊・朝鮮訓練隊・朝鮮警務使、高宗の父興宣大院君派ら反閔妃朝鮮人により暗殺された事件。閔妃暗殺事件（びんひあんさつじけん）ともいう。
真霊君への心酔による国政壟断・散財への朝鮮内部からの批判、大院君派との暗殺合戦まで至っていた深い対立、親露派となったことへの日本側の警戒、様々な思惑が一致した末に実行されたため、死後に興宣大院君による平民への身分格下げ措置と日本側による身分回帰措置などで反閔妃派同士でも対応に乱れが生じたものの、実行者の一人である禹範善暗殺事件・暗殺犯への減刑措置を持って当時は日本政府・朝鮮王族側で決着とされた。王妃に対する評価が異なるため、事変を主導した興宣大院君、息子の高宗間の断絶が決定的となった。

## 概要

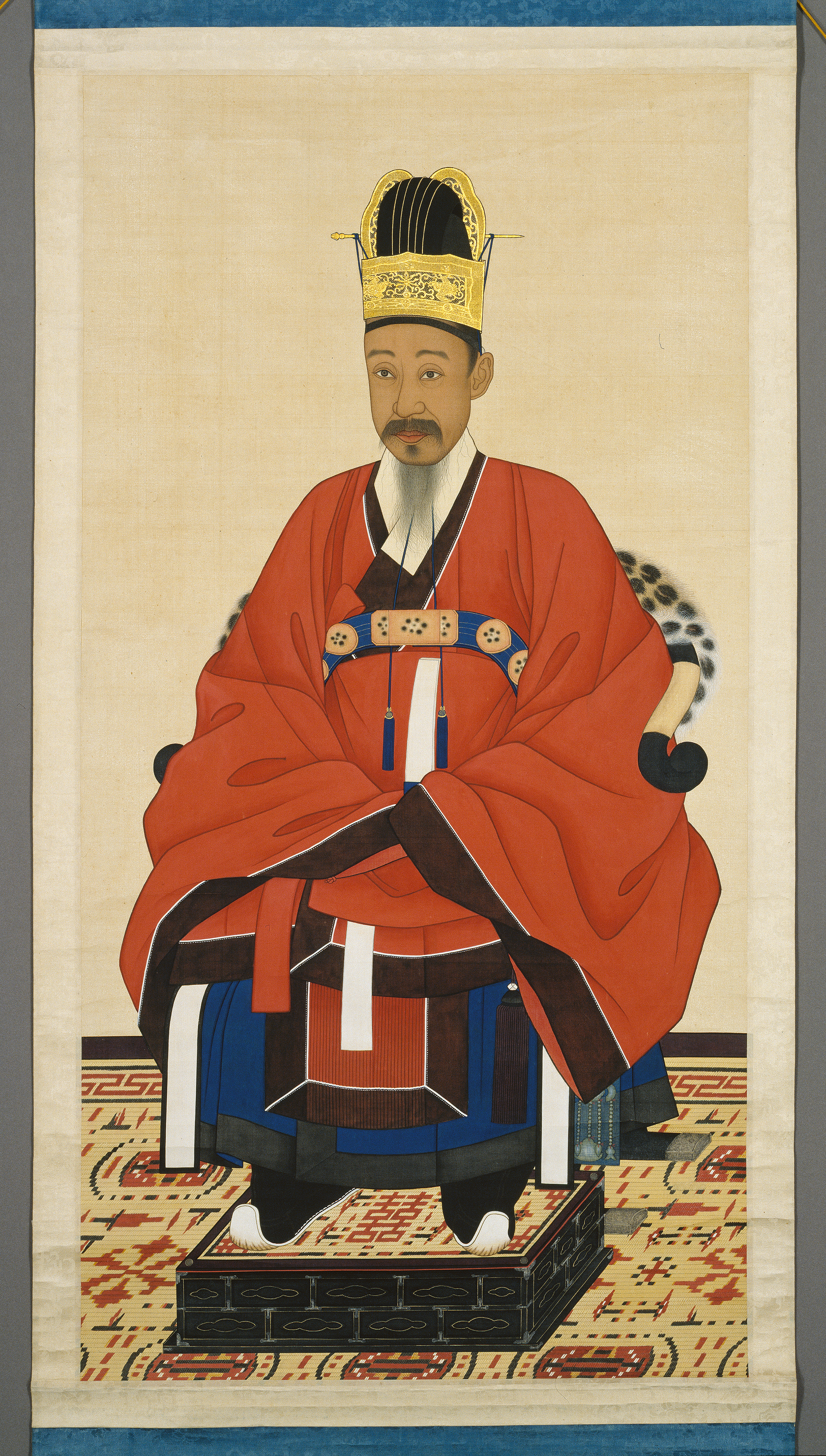
朝鮮王高宗の父大院君

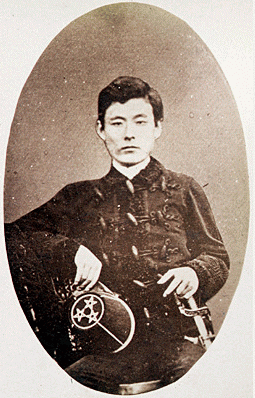
岡本柳之助

1894年3月28日、開化派の中心人物金玉均が、閔氏政権の刺客洪鐘宇により回転式拳銃で暗殺された。同年5月31日、閔氏政権に不満をもつ農民が蜂起し、甲午農民戦争が勃発。農民軍は全州を占領したが、統治能力を失った閔氏政権は宗主国清に軍の出動を要請。清の軍隊が朝鮮半島に駐留することを嫌った日本政府（第2次伊藤内閣）は、朝鮮への派兵を閣議決定した。閔氏政権が農民に譲歩するかたち（全州和約）で戦争は6月にいったん沈静化した。そのあいだ日本は閔氏政権に内政改革を求めたが、受け入れられず、日清戦争開戦を2日後にひかえた1894年7月23日、日本軍が景福宮を占領した。日本は閔氏政権と対立していた興宣大院君（高宗の父）の復権とともに、開化派の金弘集政権を誕生させた。金弘集政権は日本の支援のもと、甲午改革を進めた。日清戦争は日本が勝利し、1895年4月17日、下関条約が締結された。その結果、朝鮮は清からの独立を果たしたが、三国干渉によって日本の影響力が後退すると、甲午改革によって政権を追われていた閔妃とその一族はロシア公使カール・イバノビッチ・ヴェーバーとロシア軍の力を借りてクーデターを行い、1895年7月6日に政権を奪還した。
ロシアを後ろ盾にした閔妃勢力のクーデターは、大院君や開化派勢力、日本との対立を決定的にした。かくして、日本公使三浦梧楼・軍事顧問岡本柳之助らは前年の王宮占領の再現を狙って、親露派の閔妃を排除するクーデターを実行することにしたとされるが、一方で大院君が軍事顧問岡本柳之助に再三に渡り密使を送っていたことや、10月6日に訓練隊を解散し隊長を厳罰に処すとする詮議がなされたことが漏れ伝わったことで激昂した訓練隊は大院君を奉じ決起することとなったという一次資料も存在している。ただしこの訓練隊の訓練は日本の指導であった事を三浦公使は述べており、その解散を告げられた時三浦公使の頭に、時期が切迫し一日も猶予を許さぬ、という考えが閃いたのだという。
1895年10月8日午前3時、日本公使館守備隊・公使館警察官・日本人壮士（大陸浪人）、朝鮮親衛隊・朝鮮訓練隊・朝鮮警務使が景福宮に突入、騒ぎの中で閔妃は斬り殺され、遺体は焼却された。この時、三浦らは大院君をかつぎだすため、屋敷から王宮へ参内させたが大院君がのらりくらりと時間を引き延ばしたため、事の露見を防ぐために夜明け前に行うはずだった作戦は破綻したとする説もある。
なお、日本公使館守備隊は鎮静化のため王宮の警備を行った、侍衛隊と訓練隊との衝突は軽微なものとなった、大院君の護衛に日本人が参加することなどについて三浦梧楼は黙認したなどとする日本側の記録もある。

## 事件の背景と性格
親日政策時代の閔妃に壬午軍乱（1882年）を起こした大院君に対して、清の北洋大臣の李鴻章は清国の天津に監禁措置を行った。以後閔妃は親清政策へと転じたが、壬午軍乱の収拾において、大院君を政権から取り除くべきであるという点では、日清両国の合意は取れていた。これ以降1895年の日清戦争敗北まで事実上朝鮮半島を支配した李鴻章は、当時の李氏朝鮮の国庫について、「国庫に直近の1カ月の備蓄分もない」と舌打ちしている。閔妃政権後の高宗政権においても、皇室予算が国家予算を吸い込む「二重構造」は、1910年の日韓併合で国が滅びるときまで変わらなかった。
日清戦争で勝利し、清國の朝鮮に対する宗主権を排除した日本は、三国干渉を主導したロシア帝国との間で朝鮮半島の支配権を争うことになった。閔妃は清国に代わり親露路線に転じ、日本軍の指導下にあった訓練隊を解散し「ロシアの教官による侍衛隊」に置き換えようとしたため日本公使館は危機感をもち、壬午軍乱後に清国に3年拘束され帰国していた大院君に接近した。閔妃と大院君とは相互憎悪関係にあり、彼女の政権時代も李氏朝鮮には、妥協と折衝を通じた社会的合意形成という政治方法は普及しておらず、「冒険的クーデター」と「政治テロ」が横行していた。彼女の死後の1899年8月に高宗が公布した「大韓国国制」第2条は、大韓帝国の政治は「今後も万世にわたり不変な専制政治」とし、李氏朝鮮王朝は最後まで立憲民主的な政治改革を行わなかった。

### 興宣大院君と閔妃の深い対立と暗殺合戦
事件の背景には、興宣大院君と閔妃の権力闘争（大院君が閔氏一族によって摂政の座を追われた1873年の最初の失脚以来、20年以上にわたって凄惨な権力闘争を繰りひろげていた）、改革派（開化派）と守旧派（事大党）の路線闘争、さらに朝鮮半島をめぐる日本の安全保障問題、日本と清の覇権争い、日清戦争後の日本とロシア帝国の覇権争いがあった。そのため、日本公使三浦梧楼らの主導による親露派の閔妃を排除するためのクーデターとする説が日本の歴史研究のほとんどで採用されているとの見解があり、歴史事典の多くもこの説を明記している。
事件直後に行われた朝鮮国内の裁判では、興宣大院君を事件の首謀者とする朝鮮王朝内の権力闘争としての判決が出ている。

### 日本政府の対応・予審免訴

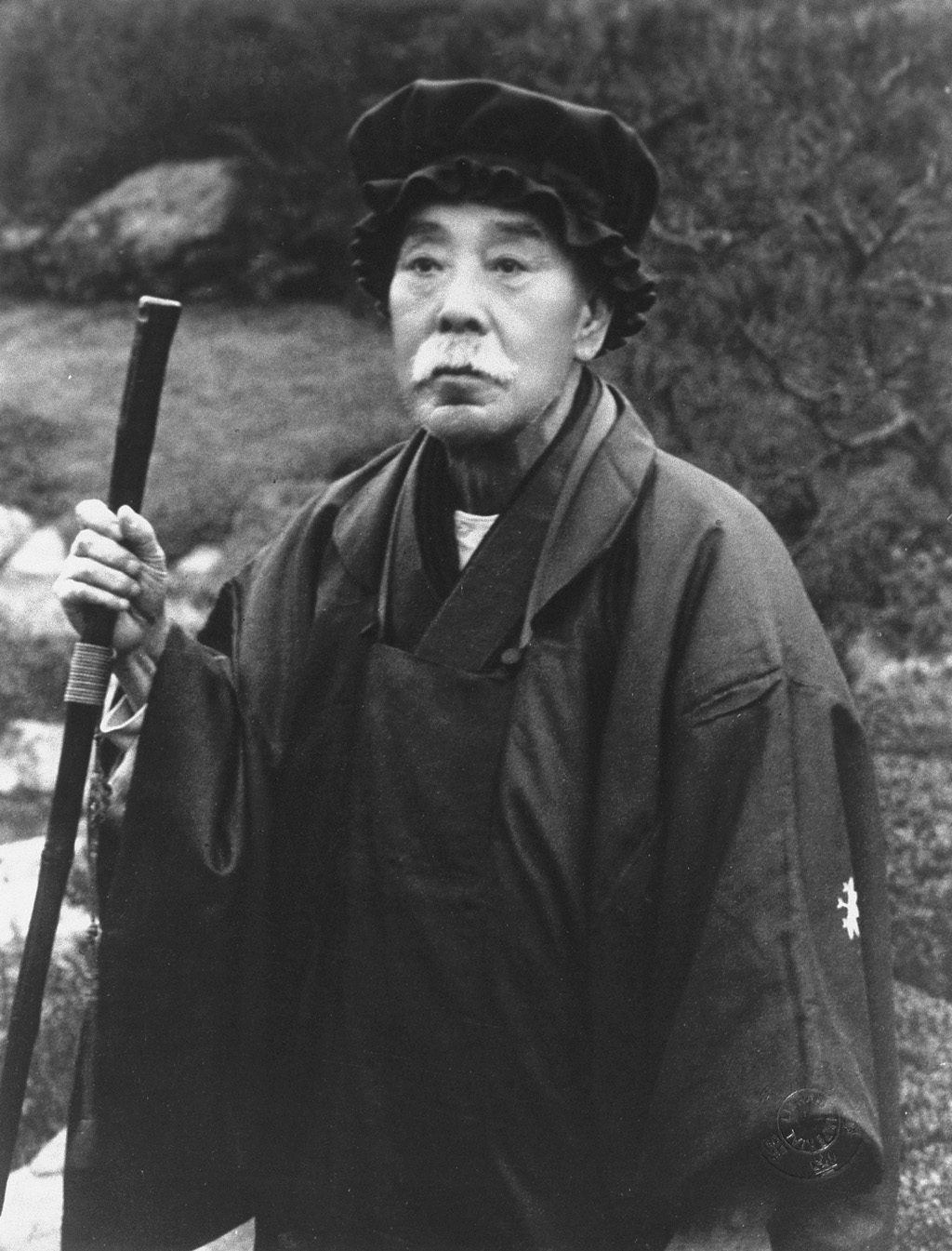
駐朝鮮公使三浦梧楼

事件2日後の1895年10月10日、日本政府は実情調査のため小村寿太郎外務省政務局長を京城に派遣。三浦は10月24日に免官処分が下され、小村が後任となった。また特派大使として井上馨が京城に派遣された。
三浦をはじめ事件に関与した容疑のある外交官、軍人らには帰朝命令が、日本人民間人には退韓が命ぜられ、帰国後直ちに容疑者らは広島監獄署未決監に勾留され、予審の取調を受けた。
公使館付武官や守備隊長等の軍人8名に関しては、1896年1月14日の第五師管軍法会議において無罪判決が下された。三浦ら外交官及び民間人の被告48名については、広島地方裁判所（予審判事吉岡美秀）において、検事の請求により謀殺罪及び兇徒嘯集罪等の嫌疑で予審に付されたが、同年1月20日に首謀と殺害に関しては刑事訴訟法第165条に従い証拠不十分で全員免訴の予審終結決定がなされ、勾留者は放免となり、公判に付されることはなかった。
日本国内の裁判にあたっては、朝鮮政府（金弘集政権）より、事件は朝鮮政府内のもので大院君に責任を帰する内容で決着させようとする意向が日本政府へ伝えられていた。
事件当時、日本公使館一等領事であった内田定槌は、外務次官原敬宛に事件関連の私信8通を送っており、閔妃を殺害したのが朝鮮人守備隊の陸軍少尉であること（10月8日付）、「若し之を隠蔽せざるときは、我国の為め由々敷大事件と相成」ため事件への日本人の関与を隠蔽する工作を行っていること（10月11日付）を報告している。
また、後に与謝野晶子の夫となる与謝野鉄幹も加わっていたとされたが、当日に木浦で釣りをしていたアリバイがあったとして、広島地裁検事局は免訴とした。

### 朝鮮政府の対応
朝鮮では閔妃暗殺の2日後（10月10日）、閔妃死亡を公表する前に、大院君は閔妃の王后位を剥奪し、平民に落とす詔勅を公布した（その後、小村壽太郎の助言もあり、11月26日に再び王后閔氏に復位）。
朝鮮の裁判では、「王妃殺害を今回計画したのは、私です」と証言した李周会（前軍部協弁＝次官）をはじめ、朴銑（日本公使館通訳）・尹錫禹（親衛隊副尉）の3人とその家族が、同年10月19日に絞罪に処せられた。
高宗は露館播遷後に事件についての再調査を実施し、事件が日本人士官の指揮によるものであること、日本人壮士らによって閔妃が殺害されたこと、「朝鮮人の逆賊」が日本人を補助していたことなどを調査結果としてまとめ、ソウルで発行されていた英文雑誌に掲載した。
史料によると高宗と純宗は殺害現場にいたことが記録されている。
高宗は1906年、韓国統監代理長谷川好道を謁見した際に「我臣僚中不逞の徒」（私の部下の中に犯人が居た）と述べており、また、ロシア公使館から閔妃暗殺事件の容疑で特赦になった趙羲淵（当時軍部大臣）・禹範善（訓錬隊第二大隊長）・李斗璜（訓錬隊第一大隊長）・李軫鎬（親衛第二大隊長）・李範来（訓錬隊副隊長）・権濚鎮（当時警務使）の6名について、「王妃を殺害した張本人である」として処刑を勅命で命じている。

#### 純宗と暗殺
殺害現場にいた純宗は、「乙未事件ニ際シ、現ニ朕ガ目撃セシ国母ノ仇」と禹範善が「国母ノ仇」であることを目撃したと報告しており、また禹範善自身も「禹ハ旧年王妃ヲ弑セシハ自己ナリトノ意ヲ漏セリ」と自らが閔妃を殺害したと自白している。禹範善は、純宗が放ったとされる刺客の高永根と魯允明によって広島県呉市において1903年（明治36年）11月24日暗殺され、1907年2月4日、広島控訴院で高永根は無期、魯允明は12年の刑が言い渡された。同年に統監府は趙羲淵以下6名を特赦することを決定したが、その際、純宗は「閔妃殺害の犯人である禹を殺した高永根を特赦すれば、乙未事件はここで初めて解決し、両国間数年の疑団も氷解する」として高永根も特赦するよう要求している。

### 事件の首謀者・関係者
実際の暗殺の首謀者や実行者は誰であったかについては複数の学説が存在しているものの、日本における歴史研究の多くは、三浦梧楼らの計画に発し、その指揮によるものとする。堀幸雄は、「玄洋社、関東自由党、熊本神風連の子弟ら50人が安達謙蔵を部隊長に王宮に乱入し閔妃を殺害したのである」としている。
事件当時、日本公使館一等書記官であった杉村濬は、回顧録『明治廿七八年在韓苦心録』（1904年）で自らが「計画者の中心」であると述べ、閔妃を中心とする親露派を排除するため大院君や訓練隊を利用したクーデターであったと告白している。また裁判では「手段は前年7月の王宮占領に比べ、はるかに穏和で、前年の挙を政府は是認している以上は、後任公使がこれにならって行った今回の挙もこれを責めることはできない」との内容の供述を行っている。
また、領事官補だった堀口九萬一による事件翌日の1895年10月9日付書簡が2021年に発見され、そこに「（王宮への）進入は予の担任たり。塀を越え（中略）、漸く奥御殿に達し、王妃を弑し申候」と書かれていることが判明した。広島地裁予審では堀口も被告の一人であったが免訴となり、以後外交官に復職、各国に赴任した。
日本政府の直接的関与については否定的な見方が多く、秦郁彦は「証拠不足」との見解を示している。背後関係について言及した近年の学説では、崔文衛による前任公使井上馨の主謀論、井上は「更迭」され、後任として三浦が川上操六ら大本営の意を受けて送り込まれたとする金文子の説がある。なお、事件当時における見方としては内田定槌が原敬に宛てた私信（前述）があり、「我政府の内意に出でたるものにあらざるべし」が、前年の王宮占領と同様に政府が追認する可能性があるため処分について当惑している旨が記されている（10月19日付）。

#### 福澤諭吉関与の陰謀論
安川寿之輔と金文子は、「閔妃は、微妙なバランス感覚による外交政策を得意にしていたが、日本では事件後ことさら閔妃を誹謗し、事件を閔妃と大院君との権力闘争の帰結として面白おかしく描くような言説が流布」されたと主張し、「そうした情報操作には福澤諭吉の関与があった」としている。
金玉均を支援してきた福澤諭吉に対する「国家主義」「侵略主義」「アジア蔑視」的な論説が、実際は弟子の石河幹明の手によるものとの研究もあり、そもそも「脱亜論」自体が、金玉均や朝鮮の文明開化による自立を支援してきた福沢諭吉が、李氏朝鮮が凌遅刑という残忍な方法で甲申政変後に金玉均ら開化派の三親等の一族を処刑、遺体が晒されたとの報に接し、李氏朝鮮の体制への非難をこめて、金玉均らの死に涙した後に書いたものと近年では解釈されている（詳細は福沢諭吉の真実を参照）。

### 目撃者

#### 純宗・高宗ら朝鮮王族
息子である純宗は禹範善が「国母ノ仇」であるとし、それを現場で目撃したと証言している。禹も自分が王妃を殺害したと自ら漏らしたとされる。また現場にいた高宗は「我臣僚中不逞の徒」（私の部下の中に犯人が居た）と述べている。1907年にも、純宗は閔妃殺害の犯人である禹を暗殺した犯人らを特赦すれば、乙未事変が解決し、両国間数年の疑団も氷解すると主張しており、反閔妃派の興宣大院君も死亡していたため、減刑措置が和解案として実行されている。

#### 外国人
景福宮の警護にあたっていた侍衛隊の教官はアメリカ人将軍のウィリアム・ダイ（William McEntyre Dye）であったが、「When he was in Korea, the assassination of Empress Myeongseong occurred. He received a report from Lee Hak-gyun; however, it was too late.（韓国にいたとき、明成皇后の暗殺が起こりました。彼はイ・ハクギュンから報告を受けたが、遅すぎました。）」とあるように目撃していない。ロシア人御用技師アレクセイ・セレディン＝サバチン（Алексей Середин-Cабатин）は事件を直接目撃した。この経緯についてはイザベラ・バードの『朝鮮紀行』に詳述されている。
朝鮮人内部犯行説をとなえる人たちが表れたが歴史学界は下記をもって否定している
事件の2日後の１８９５（明治２８）年10月10日に三浦梧桜が西園寺外務大臣臨時代理に宛てたつぎのような電報（『日本外交文書』第28巻第１冊所収）を引用し、歴史学者は真っ向から反論している。
　・・・・・過激のことは総て朝鮮人にてこれを行はわしめ、日本人はただその声援をなすまでにて手を下さざる約束なりしも、実際に臨んで朝鮮人躊躇してその働き充分ならざりし前、時機を失はんことを恐れ日本人の中にて手を下せし者ありと聞けり、もっとも右等の事実は内外人に対し厳重に秘密に致し置きたれども、その場に朝鮮人居りし由なれば漏れ聞きしことなきを防ぐ可からず・・・・・。朝鮮政府よりは日本人は殺害等乱暴の挙動は一つも無かりしとの証明書を取り置きたり、・・・・・この二件は外国人に対し水掛論の辞柄となす考へなり」
　つまり、①もともとは閔妃殺害を朝鮮人に行わせ、日本人は直接には手を下さない計画だった。しかし、いざとなると朝鮮人が実行を躊躇ったので時機を逃さないよう数名の日本人が殺害に及んだと聞いている。②この件は極秘とし、朝鮮政府からは日本人が殺害に関与していないという証明書を取った。③外国人に対しては水掛け論に持ち込むことにした、というのである。

## 事件後と影響

### 露館播遷
事件後、ロシアはソウルに水兵100名を上陸させ、日本と諸外国の緊張が高まるなか、ダイらアメリカ兵、ロシア代理公使ヴェーベルも関与した、カウンタークーデターとしての春生門事件が発生。翌年に高宗がロシア大使館で政務を行うようになる露館播遷へとつながっていく。

### 大院君と高宗の決定的亀裂
この事件を機に、殺害に関与した興宣大院君と高宗の親子間の亀裂は決定的となり、興宣大院君は失脚した。高宗は3年後（1898年）に興宣大院君が亡くなった際に略式の葬儀しか行わず、高宗自身は父親である興宣大院の葬儀に参列さえしなかった。

### 「日本側実行犯」の子孫の謝罪
2004年に熊本出身の元教師ら20人によって「明成皇后を考える会」が結成された。同会の目的は、日本側実行犯の後裔及び関連記録の調査と殺害事件の真相究明とされる。同会が2005年に行った謝罪行は、日本のドキュメンタリー番組『テレメンタリー』で「114年目の氷解〜反日感情の原点、閔妃暗殺を見つめた5年〜」と題して放送された。
2005年5月10日、事件のドキュメンタリーを制作しているプロデューサーのチョン・スウンの要請で、「明成皇后を考える会」の会員10人とともに日本側の実行犯とされる家入嘉吉、国友重章の子孫が入国し、皇后が埋葬されている洪陵を訪れ、土下座して謝罪する姿を韓国の報道機関が伝えた。墓地を訪れていた閔妃の曾孫と面会したが、謝罪の言葉を受けた閔妃の曾孫は「謝罪を受ける、受けないは、自分がすることではない。政府レベルの謝罪がなければならない」と語った。
このドキュメンタリー番組では「犯人は日本人」としており、「暗殺事件の犯人は朝鮮人によるものであった」という国王・高宗や王子・純宗などの証言を日本の工作とした。

### 犯行に使用されたとみられる凶器の市民団体の返還要求
安重根の100年目の命日にあたる2010年3月26日に曹渓宗中央信徒会と文化財返還事業を行う市民団体が発足した韓国の市民団体「肥前刀還収委員会」（崔鳳泰弁護士、ヘムン僧侶）は、櫛田神社が所蔵する、玄洋社の藤勝顕が1908年に奉納した肥前刀について、「乙未事変は韓日間の不幸な歴史の始まりだった。韓日間の恨みを触発した事件に直接使用された犯行道具がいまだ日本の神社に保管されているのは懸念すべきことだ」との声明を発表し、韓国国民の民族感情を刺激する凶器を日本は正しく処分すべきと促した。刀の鞘には「一瞬電光刺老狐」と記され、また、神社には皇后をこの刀で切りつけた旨を記した文書が保管されているとし、委員会は「1895年の乙未事変から100年余りの間に発生した韓日の悲劇的な業を象徴するこの刀を、処分するか韓国に戻すべきとの立場だ。犯人が皇后殺害にこの刀を使ったと自白したにもかかわらず、日本の神社に寄贈されたまま民間が所有しているのは法的に問題だ」と主張しているという。

### 資料・記録
- 日本外交文書デジタルアーカイブ 第28巻第1冊（明治28年・1895年）
- イザベラ・バード『朝鮮紀行―英国婦人の見た李朝末期』時岡敬子訳、講談社学術文庫、1998年、 ISBN 4061593404
- イサベラ・バード『朝鮮奥地紀行』全2巻、朴尚得訳、平凡社東洋文庫、1994年
- Mackenzie, Frederick Arthur (1908). The tragedy of Korea（フレデリック・アーサー・マッケンジー『朝鮮の悲劇』渡部学訳注、平凡社東洋文庫222、1972年、ISBN 4-256-80222-3）
- ロシア参謀本部中佐カルネイェフ「1895-1896年の南朝鮮旅行」『朝鮮旅行記』ゲ・デ・チャガイ編・井上紘一訳、平凡社東洋文庫、1992年、ISBN 4582805477
- 新聞集成明治編年史編纂會編『新聞集成明治編年史 第九巻』林泉社、1940年
- 市川正明編『日韓外交史料5 閔妃殺害事件』原書房（明治100年厳書288）、1981年
- 広瀬順晧編・監修『近代外交回顧録 第5巻』近代未刊史料叢書5、ゆまに書房、2000年、ISBN 4897149908
- 「有馬頼寧関係文書目録」国立国会図書館専門資料部、1989年1月、ASIN: 4875822294
- 「朝鮮王妃事件関係資料」憲政史編纂会編、国会図書館憲政資料室（マイクロフイルム 整理番号546）
- 「法制局参事官石塚英蔵傭聘ニ付朝鮮政府ヨリ依頼ノ件」朝鮮問題5（公信類） 陸奥宗光関係文書、国会図書館憲政資料室（資料番号77-2）

### 研究
- 林泰輔『朝鮮近世史 』吉川弘文館、1912年（国立国会図書館近代デジタルコレクション）
- 滝沢誠『武田範之とその時代』三嶺書房、1986年、ISBN 491490649X
- 角田房子『閔妃暗殺―朝鮮王朝末期の国母』新潮社、1988年、ISBN 4101308047（のち新潮文庫）
- 崔文衡『閔妃は誰に殺されたのか　見えざる日露戦争の序曲』彩流社、2004年、ISBN 4882028786
- 木村幹『高宗・閔妃』ミネルヴァ書房、2007年
- 金文子『朝鮮王妃殺害と日本人』高文研、2009年

### 韓国
- 黄玹「梅泉野録 近代朝鮮誌・韓末人間群像」朴尚得訳、国書刊行会、1990年、ISBN 4336031584
- 黄玹「訳注梅泉野録」全3巻、朴尚得訳、文学と知性社 (mun-hak-kwa ji-seong-sa) 、 ISBN  89-320-1565-1
- 강준만,《韓国近代史散歩 1》 (인물과사상사, 2007)
- 黄玹,《梅泉野録》 (허경진 옮김, 한양출판사, 1995)
- 朴殷植,《韓國痛史》(김승일 역, 범우사. 1997)
- 정용화, <문명의 정치사상: 유길준과 근대한국> (문학과지성사, 2004)